# Nicki French

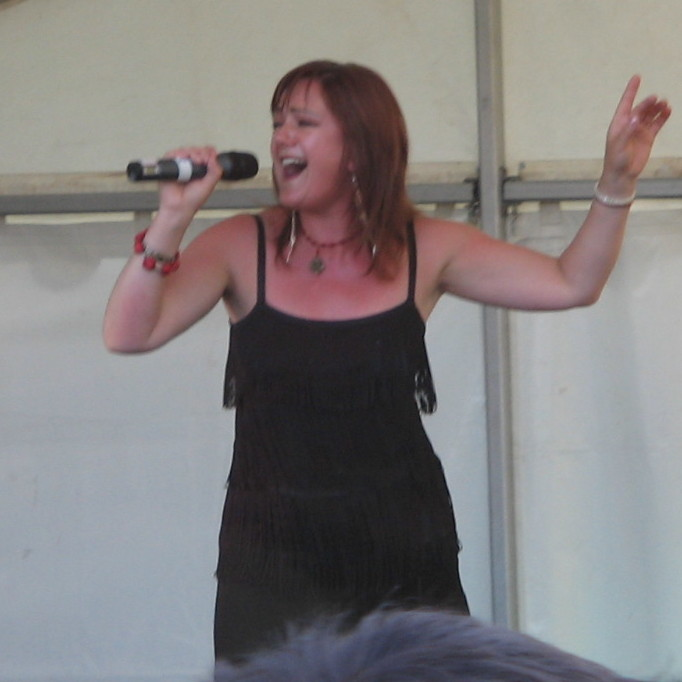
Nicki French (2005)

 Nicki French (* 26. September 1964 in Carlisle, Cumbria) ist eine englische Sängerin.

## Leben & Karriere
French wuchs in Tenterden (Kent, England) auf. Sie ist bekannt für die Dance-Cover-Version von Total Eclipse of the Heart, einem Nummer-1-Hit von Bonnie Tyler aus den 1980er Jahren. Sie erreichte Platz 2 der Billboard-Charts sowie Platz 5 in Großbritannien. Mit For All We Know und Did You Ever Really Love Me hatte sie danach noch zwei kleinere Erfolge in ihrer Heimat.
Erst fünf Jahre später konnte sie noch einmal in die britischen Charts gelangen. Sie vertrat das Vereinigte Königreich beim Eurovision Song Contest 2000 in Stockholm mit dem Titel Don’t Play That Song Again, der mit Platz 16 allerdings das schlechteste Abschneiden der Briten bei dem Wettbewerb bis dahin bedeutete. Trotzdem erreichte das Lied noch Platz 34 der Popcharts.

## Diskografie

### Studioalben
| Jahr | Titel   | Höchstplatzierung, Gesamtwochen, AuszeichnungChartsChartplatzierungen (Jahr, Titel, Platzierungen, Wochen, Auszeichnungen, Anmerkungen) | Anmerkungen                         |
| Jahr | Titel   | US | Anmerkungen                         |
| ---- | ------- | --- | ----------------------------------- |
| 1995 | Secrets | US151 (4 Wo.)US | Erstveröffentlichung: 20. Juni 1995 |

Weitere Alben
- 1997: Total Eclipse of the Heart
- 1998: French Revolution
- 2000: 12" Essentials
- 2011: Rare And Unreleased
- 2015: One Step further
- 2015: The Essentials

### Singles
| Jahr | Titel Album                          | Höchstplatzierung, Gesamtwochen, AuszeichnungChartplatzierungen (Jahr, Titel, Album, Platzierungen, Wochen, Auszeichnungen, Anmerkungen) | Höchstplatzierung, Gesamtwochen, AuszeichnungChartplatzierungen (Jahr, Titel, Album, Platzierungen, Wochen, Auszeichnungen, Anmerkungen) | Höchstplatzierung, Gesamtwochen, AuszeichnungChartplatzierungen (Jahr, Titel, Album, Platzierungen, Wochen, Auszeichnungen, Anmerkungen) | Anmerkungen                        |
| Jahr | Titel Album                          | DE | UK | US | Anmerkungen                        |
| ---- | ------------------------------------ | --- | --- | --- | ---------------------------------- |
| 1994 | Total Eclipse of the Heart Secrets   | DE65 (10 Wo.)DE | UK5 Silber · (17 Wo.)UK | US2 Gold · (27 Wo.)US | Erstveröffentlichung: Oktober 1994 |
| 1995 | For All We Know Secrets              | — | UK42 (2 Wo.)UK | — | Erstveröffentlichung: April 1995   |
| 1995 | Did You Ever Really Love Me? Secrets | — | UK55 (2 Wo.)UK | — | Erstveröffentlichung: Juli 1995    |
| 1995 | Is There Anybody Out There? Secrets  | — | UK83 (1 Wo.)UK | — | Erstveröffentlichung: Oktober 1995 |
| 1997 | Te Amo French Revolution             | — | UK84 (1 Wo.)UK | — | Erstveröffentlichung: Oktober 1997 |
| 2000 | Don’t Play That Song Again –         | — | UK34 (3 Wo.)UK | — | Erstveröffentlichung: Mai 2000     |

Weitere Singles
- 1995: Stop In The Name Of Love
- 1995: Never in a Million Years
- 1997: Give It Up
- 2004: I Surrender
- 2005: Calling Out My Name
- 2009: Ain’t No Smoke
- 2014: The Boss
- 2015: This Love